# توني كالدويل (لاعب كرة قدم أمريكية)
توني كالدويل (بالإنجليزية: Tony Caldwell)‏ هو لاعب كرة قدم أمريكية أمريكي، ولد في 1 أبريل 1961 في لوس أنجلوس في الولايات المتحدة.

## وصلات خارجية
- توني كالدويل على موقع مرجع كرة القدم المحترفة.كوم (الإنجليزية)